# Seznam krajev Unescove svetovne dediščine v Walesu
Svetovna dediščina Organizacije Združenih narodov za izobraževanje, znanost in kulturo (UNESCO) je pomembna za kulturno ali naravno dediščino, kot je opisano v Unescovi konvenciji o svetovni dediščini, ustanovljeni leta 1972. V Walesu so štiri območja Unescove svetovne dediščine, kot del 33 v Združenem kraljestvu (UK) in britanskih čezmorskih ozemljih.
Gradovi in mestno obzidje kralja Edvarda v Gwyneddu (imenovano po takrat večjem okrožju Gwynedd) je bilo prvo območje, označeno izključno v Walesu in poleg ostalih šestih mest v Združenem kraljestvu, ki je bilo prvič določeno leta 1986. Medtem ko je Slate Landscape severozahodnega Walesa najnovejše območje Walesa in Združenega kraljestva, ki je bilo določeno 28. julija 2021. Vsa območja svetovne dediščine v Walesu so označena kot "kulturna".
Leta 1946 je Združeno kraljestvo ratificiralo ustavo UNESCO. Nacionalna komisija Združenega kraljestva za Unesco svetuje vladi Združenega kraljestva, ki je na splošno odgovorna za vzdrževanje območij svetovne dediščine po Združenem kraljestvu, o politikah v zvezi z Unescom. Oddelek vlade Združenega kraljestva za kulturo, medije in šport (DCMS) je odgovoren oddelek, ki Unescu predstavlja splošno skladnost Združenega kraljestva s konvencijo. Imenovanje območij in neposredno usklajevanje Unesca je pridržano vladi Združenega kraljestva, vendar so pooblastila za nadzor, zaščito in upravljanje zgodovinskih območij prenesena na Wales. Cadw je v imenu valižanske vlade odgovoren za identifikacijo, predložitev in razpravo o morebitnih kandidatih za območje svetovne dediščine ali pomislekih glede obstoječih območij DCMS v pregled, kot tudi o posebni skladnosti Walesa s konvencijo v zvezi z lokalno politiko zaščite. Lokalne oblasti v Walesu so prek svojih sistemov prostorskega načrtovanja odgovorne za nadzor morebitnega neprimernega razvoja v bližini območij svetovne dediščine in za razvoj lokalnih načrtov zaščite za območja, če je primerno.

## Mesta svetovne dediščine
Unesco navaja območja po desetih merilih; vsaka prijava mora izpolnjevati vsaj eno od meril kulturno ali naravno. Merila od i do vi so "kulturna", kar velja za vsa mesta v Walesu.
| Ime                                                    | Slika | Lokacija                               | Leto vpisa | UNESCO kriterij       | Opis |
| ------------------------------------------------------ | ----- | -------------------------------------- | ---------- | --------------------- | --- |
| Industrijska pokrajina Blaenavon                       |       | Blaenavon                              | 2000       | 984; 2000; iii, iv    | V 19. stoletju je bil Wales največji proizvajalec železa in premoga na svetu. Blaenavon je primer pokrajine, ki so jo ustvarili industrijski procesi, povezani s proizvodnjo teh materialov. Območje vključuje kamnolome, javne stavbe, delavska stanovanja in železnico. |
| Gradovi in mestno obzidje kralja Edvarda I. v Gwyneddu |       | Conwy, Anglesey in Gwynedd             | 1986       | 374; 1986; i, iii, iv | V času vladavine Edvarda I. Angleškega (1272–1307) je bila v Walesu zgrajena vrsta gradov z namenom pokoritve prebivalstva in ustanovitve angleških kolonij v Walesu. Svetovna dediščina zajema številne gradove, vključno z Beaumarisom, Caernarfonom, Conwyjem in Harlechom. Gradove Edvarda I. vojaški zgodovinarji štejejo za vrhunec vojaške arhitekture. |
| Akvadukt Pontcysyllte in kanal                         |       | Trevor, Wrexham in Shropshire, Anglija | 2009       | 1303; 2009; i, ii, iv | Akvadukt je bil zgrajen za prenos kanala Ellesmere čez dolino Dee. Akvadukt, ki ga je dokončal med industrijsko revolucijo in ga je zasnoval škotski inženir Thomas Telford, je inovativno uporabil lito in kovano železo, kar je vplivalo na gradbeništvo po vsem svetu. Dediščina sega v Shropshire v Angliji. |
| Skrilasta pokrajina severozahodnega Walesa             |       | Gwynedd                                | 2021       | 1633; 2021; ii, v     | Šest ključnih območij, ki so vsa v Gwyneddu, je: kamnolom Penrhyn Slate in Bethesda ter dolina Ogwen do Port Penrhyna; Gorska pokrajina kamnoloma skrilavca Dinorwig; Pokrajina kamnoloma skrilavca v dolini Nantlle; Kamnolomi skrilavca Gorseddau in Prince of Wales, železnice in mlin; Ffestiniog: njegovi rudniki in kamnolomi skrilavcev, 'mesto skrilavcev' in železnica do Porthmadoga; Kamnolom skrilavca Bryneglwys, vas Abergynolwyn in železnica Talyllyn. |